# Liste der Biografien/Branz
Liste der Biografien |
Portal Biografien |
Personensuche
# |
A |
B |
C |
D |
E |
F |
G |
H |
I |
J |
K |
L |
M |
N |
O |
P |
Q |
R |
S |
T |
U |
V |
W |
X |
Y |
Z |
?
 
Ba |
Be |
Bd |
Bg |
Bh |
Bi |
Bj |
Bl |
Bm |
Bn |
Bo |
Br |
Bs |
Bu |
Bw |
By |
Bz
 
Bra |
Brc |
Brd |
Bre |
Brg |
Bri |
Brj |
Brk |
Brl |
Brn |
Bro |
Brp–Brt |
Bru |
Brv |
Bry |
Brz
 
Braa |
Brab |
Brac |
Brad |
Brae |
Braf |
Brag |
Brah |
Brai |
Braj |
Brak |
Bral |
Bram |
Bran |
Brao |
Braq |
Brar |
Bras |
Brat |
Brau |
Brav |
Braw |
Brax |
Bray |
Braz
 
Brana |
Branc |
Brand |
Brane |
Branf |
Brang |
Branh |
Brani |
Brank |
Branl |
Brann |
Brano |
Branq |
Brans |
Brant |
Brany |
Branz
Die Liste der Biografien führt alle Personen auf, die in der deutschsprachigen Wikipedia einen Artikel haben. Dieses ist eine Teilliste mit 11 Einträgen von Personen, deren Namen mit den Buchstaben „Branz“ beginnt.

## Branz
- Branz, Friedhelm (* 1943), deutscher Eishockeyspieler
- Branz, Gottlieb (1896–1972), deutscher Bibliothekar, Kommunalpolitiker (SPD) und Widerstandskämpfer
- Branz, Lotte (1903–1987), deutsche Politikerin (SPD) und Widerstandskämpferin
- Branz, Werner (* 1955), österreichischer Kunstfotograf

### Branze
- Brânzei, Dana (* 1974), rumänische Molekularbiologin und Hochschullehrerin
- Branzell, Anna (1895–1983), norwegisch-schwedische Architektin
- Branzell, Karin (1891–1974), schwedische Opernsängerin (Mezzosopran)
- Brânzeu, Nicolae (1907–1983), rumänischer Komponist und Dirigent
- Brânzeu, Pius (1911–2002), rumänischer Chirurg, Mitglied der Rumänischen Akademie

### Branzi
- Branzi, Andrea (1938–2023), italienischer Architekt und Designer

### Branzk
- Branzke, Lothar (1931–1987), deutscher Sportjournalist